# جنايلهاك
جنايلهاك (بالفرنسية: Janailhac)‏ هي بلدية في مقاطعة فيين العليا في منطقة أقطانية الجديدة غرب وسط فرنسا.